# Polsko na Letních olympijských hrách 1932
Polsko na Letních olympijských hrách 1932 v kalifornském Los Angeles reprezentovalo 51 sportovců, z toho 42 mužů a 9 žen. Nejmladší účastník byla Jadwiga Wajsová (20 let, 186 dní), nejstarší pak Władysław Segda (37 let, 81 dnů). Reprezentanti vybojovali 9 medailí, z toho 3 zlaté, 2 stříbrné a 4 bronzové.

## Medailisté
| Medaile | Jméno                                                                                         | Sport     | Disciplína                   |
| ------- | --------------------------------------------------------------------------------------------- | --------- | ---------------------------- |
| Zlato   | Janusz Kusociński                                                                             | atletika  | Muži běh na 10 000 m         |
| Zlato   | Stanisława Walasiewiczová                                                                     | atletika  | Ženy běh na 100 m            |
| Stříbro | Jerzy Braun Janusz Ślązak Jerzy Skolimowski                                                   | veslování | muži dvojka s kormidelníkem  |
| Bronz   | Henryk Budziński Jan Krenz-Mikołajczak                                                        | veslování | muži dvojka bez kormidelníka |
| Bronz   | Jadwiga Wajsová                                                                               | atletika  | Ženy hod diskem              |
| Bronz   | Marian Suski Władysław Segda Adam Papée Leszek Lubicz Tadeusz Friedrich Władysław Dobrowolski | šerm      | družstvo mužů                |
| Bronz   | Stanisław Urban Jan Mikołajczak Edward Kobyliński Henryk Budziński Janusz Ślązak Jerzy Braun  | veslování | muži čtyřka s kormidelníkem  |